# 格拉納達 (密西西比州)
格拉納達（英語：Grenada）是一個位於美國密西西比州格拉納達縣的城市。根據2010年美國人口普查，該地共人口13,092人，而該地的面積約為77.60平方千米。同時該地也是格拉納達縣的縣治。

## 地理
格拉納達的座標為33°46′30″N 89°48′32″W / 33.77500°N 89.80889°W，而該地的平均海拔高度為65米（即213英尺）。